# I Still Do
I Still Do è il ventesimo album in studio del musicista rock inglese Eric Clapton, pubblicato nel 2016.
Il disco contiene sia brani originali che cover.

## Tracce
1. Alabama Woman Blues (Leroy Carr) – 5:06
2. Can't Let You Do It (JJ Cale) – 3:50
3. I Will Be There (feat. Angelo Mysterioso) (Paul Brady, John O'Kane) – 4:37
4. Spiral (Eric Clapton, Andy Fairweather Low, Simon Climie) – 5:04
5. Catch the Blues (Eric Clapton) – 4:51
6. Cypress Grove (Skip James) – 4:49
7. Little Man, You've Had a Busy Day (Maurice Sigler, Mabel Wayne, Al Hoffman) – 3:11
8. Stones in My Passway (Robert Johnson) – 4:03
9. I Dreamed I Saw St. Augustine (Bob Dylan) – 4:02
10. I'll Be Alright (tradizionale) – 4:23
11. Somebody's Knockin' (JJ Cale) – 5:11
12. I'll Be Seeing You (Irving Kahal, Sammy Fain) – 5:00